# Joe Cocker!
Joe Cocker! (1969) è il secondo album in studio dell'omonimo artista britannico.

## Tracce

### Lato A
1. Dear Landlord (Bob Dylan) – 3:23
2. Bird on the Wire (Leonard Cohen) – 4:30
3. Lawdy Miss Clawdy (Lloyd Price) – 2:15
4. She Came In Through the Bathroom Window (John Lennon/Paul McCartney) – 2:37
5. Hitchcock Railway (Dunn) – 4:41

### Lato B
1. That's Your Business Now (Joe Cocker, Chris Stainton) – 2:56
2. Something (George Harrison) – 3:32
3. Delta Lady (Leon Russell) – 2:51
4. Hello, Little Friend (Leon Russell) – 3:52
5. Darling Be Home Soon (John Sebastian) – 4:49

### Bonus Tracks Edizione CD 1999
1. She's Good To Me (Chris Stainton, Joe Cocker) - 2:56
2. Let It Be (Lennon/McCartney) – 5:05

## Musicisti[2]
- The Grease Band – arrangiamenti
- Chris Stainton – arrangiamento, piano, organo, chitarra
- Bonnie Bramlett- cori
- Merrie Clayton - cori
- Patrice Holloway - cori
- Rita Coolidge - cori
- Shirley Matthews - cori
- Alan Spenner – basso elettrico
- Bruce Rowlands – batteria
- Paul Humphries - batteria
- Clarence White – chitarra
- Henry McCulloch - chitarra
- Sneeky Pete - chitarra
- Milt Holland - percussioni
- Leon Russell - piano, organo, chitarra, arrangiamento

## Produzione[2]
- Brian Ingoldsby – ingegnere del suono
- Henry Lewy - ingegnere del suono
- Glyn Johns – ingegnere del suono (remissaggio e masterizzazione)
- John Mendelsohn – note della custodia interna dell'album
- Paul Bernath - note della custodia interna dell'album
- Robert Christgau - note della custodia interna dell'album
- Jim McCrary - fotografia del retrocopertina
- Globe Photos Inc. - fotografia di copertina
- Denny Cordell - produttore
- Leon Russell - produttore
- Registrato negli studi di registrazione Sunset Sound e A&M di Hollywood (CA)

## Curiosità
- Negli anni settanta She Came In Through the Bathroom Window, nella versione del cantante inglese, fu utilizzata come sigla di Avventura, un programma RAI destinato ad un pubblico adolescenziale[3], che aveva tra i suoi realizzatori Mino Damato[3].